# Mały Bór (województwo lubuskie)
Mały Bór – osada leśna w Polsce położona w województwie lubuskim, w powiecie wschowskim, w gminie Wschowa. Leśniczówka wchodzi w skład sołectwa Lgiń.
W latach 1975–1998 miejscowość administracyjnie należała do województwa leszczyńskiego.